# جون براندان ماكورماك
جون براندان ماكورماك (بالإنجليزية: John Brendan McCormack)‏ هو كاهن كاثوليكي أمريكي، ولد في 12 أغسطس 1935 في وينثروب ‏ في الولايات المتحدة.